# 감리교신학대학교
감리교신학대학교(監理敎神學大學校, Methodist Theological University)는 대한민국 최초의 기독교 계통 감리교 신학교육기관으로, 이 학교는 기원적으로 원래 조선 시대 말엽이던 1887년에 한성 배재학당 교내 기독교 감리회 교육 과정으로 첫 설치되었다.
감리교신학대학교는, 서울 서대문구에 캠퍼스를 두고 있으며 1개의 신학부 안에 4개의 전공(신학 전공, 기독교교육학 전공, 종교철학 전공, 기독교심리상담학 전공)과 1개의 일반대학원, 2개의 전문대학원(신학대학원, 목회신학대학원)을 두고 있다. 
1887년에 미국 감리교 한국선교회가 목회자 양성을 위해 교육을 실시한 것을 연원으로 보고 있다. 한국선교회 소속 신학교를 배재대학에 신학부로 설립하여 감리교 선교사인 헨리 아펜젤러가 이른바 초대 책임자가 되어 교육과정을 확정했다. 1907년 신학부를 분리하고, 독립적인 협성신학교로 개교하였다. 1931년 '감리교신학교'로 교명을 변경하고 현재까지 이른다. 신학적으로는 개신교 공교회주의를 따르는 중도 성향의 기독교대한감리회의 신학대학원이 있는 대학교이다.

## 역사

### 신학회 시대(1887년~1907년)

#### 배재학당에서의 신학 교육

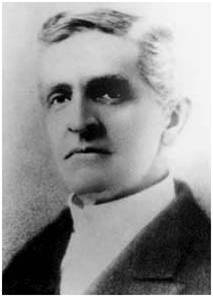
아펜젤러 선교사

1885년 아펜젤러 선교사에 의해 배재학당이 설립되었다. 배재학당 설립 당시 고종 황제는 마태 복음서 20장 26-28절을 인용, "크게 되고자 하는 사람은 남을 섬기는 사람이 되어야 한다[欲爲大者當爲人役]."는 당훈을 지어주었다. 이 배재학당에서 최초의 신학 교육이 이루어졌다. 1888년 아펜젤러 선교사가 미 감리회에 보낸 선교 보고서에 1887년 9월부터 배재학당 내 한국 학생들에게 신학 교육 실시를 기록하였다. 따라서 1887년을 감리교신학대학교의 설립연도로 본다.

#### 영아소동과 그 이후의 신학 교육(신학반, 신학회)
1888년에 '영아소동'이 일어났다. 이는 근대화 정책에 반감을 가진 수구세력들의 음모로 인해 벌어진 것으로, 수구세력들은 서양인들이 아이들을 잡아 눈을 뽑아 사진기의 렌즈로 만들고 간을 빼내어 약으로 쓴다는 소문을 악의적으로 퍼뜨렸다. 이에 분노한 민중들이 무고한 서양인들을 폭행하는 등 여러 사건이 발생하자, 고종은 서양인들의 활동을 잠시 중단시켰다. 그리하여 배재학당과 이화학당이 잠시 활동을 중단하였고, 종교집회 및 선교사들의 지방 여행이 금지되기도 하였다. 이러한 상황에서 배재학당 내에서 이루어졌던 신학 교육도 상단 기간 중단될 수밖에 없었다.
1888년 영아소동으로 중단되었던 신학교육은 1893년에 이르러 다시 시작되었다. 단순한 신학교육이 아니라 초기 신학교로 목회자를 육성하는 과정으로 인식하고 있었다. 1893년 미 감리회 해외 선교회 연례보고서에 한국 선교의 통계에서 "신학교 1, 교사 2명, 학생 12명"이라고 보고하였다. 1893년 이후에도 선교사들의 보고나 편지를 보면 지속적으로 한국인 전도자 교육이 실시되고 있었음을 알 수 있다. 스크랜턴은 1893년 5월 6일자 편지에 1888년에 중단하였던 신학 교육이 1893년에야 비로소 규칙적으로 실시했다고 남겼다.
| “ | "우리는 학교 안에 이러한 취지에서 학생들을 훈련시킬 한 반을 개설해 장차 우리 사역자로 양성하는 것이 현명하다는 사실을 깨달았습니다. 이것이 신학교의 시작입니다. 아펜젤러가 돌아오면 이 학교를 출범시킬 수 있을 것으로 생각합니다. 현재 가장 지성적인 그리스도인들로 12명이 선발되었는데, 그들은 1주일에 2~3일 정도 오후마다 모여 공부하고 있습니다. 교과목은 성서, 설교학, 구원론, 성서개론 등입니다." | ” |

즉 독립적인 신학교 설립은 이루어지지 않았지만 배재대학 내부 '신학반'에서 이미 12명의 학생들이 정기적인 신학 수업을 받고 있었으며 교과 과정도 어느 정도 갖추어져 있었다. 아펜젤러가 안식년 휴가를 마치고 돌아온 후에, 1893년 8월에 열린 미 감리회 한국 선교회 19차 연회에서는 아펜젤러를 '배재대학 학장 겸 신학부 부장'으로 임명하여 '본처 전도사 과정'으로 신학 교육을 실시하였다.
1893년 겨울에 시작된 '신학반'이 1899년 2월 '신학회'로 개칭되었다.
| “ | "전체 수업은 유쾌하고도 유익한 것이었으며 전 수업 기간을 통해 그 관심이 지속되었습니다. 그들(21명 참석자)은 이 반을 신학회로 부르기로 투표로 결정하였습니다. 그들은 매번 서울에서만 모일 것이 아니라 다른 장소에서도 모이며 음력 설날 어간이 가장 좋은 시기임을 건의하였습니다." | ” |

그때까지 영어로 "Theological Department"(신학부), "Theological school"(신학교), "Theological class"(신학반) 등의 이름으로 불리며 확실히 정해지지 않았던 신학 교육 모임의 명칭이 '신학회'로 한국인의 투표에 의해서 결정된 것이다. 이 모임은 '신학회'란 명칭을 결정한 것과 함께 모임 장소를 서울 외 다른 지방으로 확산시킨 중요한 의미를 지닌 모임이었다. 그리고 그 대상도 한국인 전도인이면 누구나 참가할 수 있도록 확대시켰다. 신학교육의 장소와 대상이 확대되자 그 지원자들이 급속히 늘어났고 교수진과 교재 부족 현상이 나타났다. 교수진 부족 문제는 지방마다 선교를 관장하는 선교사들과 이웃 지방에서 지원 받은 선교사들로 해결했고, 교재 부족 문제는 1900년 12월부터 <신학월보>로 해결하였다.

### 감리교 협성 신학교 시대(1907년~1923년)

#### 감리교 협성 신학교(남성신학 교육)
1887년부터 시작된 신학회 교육은 미 감리회의 신학 교육 과정이었다. 당시 미국의 감리교회는 남북전쟁 이후로 미 감리회, 남 감리회로 나뉘어 있었는데, 미 감리회보다 10년 늦게 한국 선교를 시작한 남 감리회는 별도의 신학 교육을 실시하지 않고 1899년부터 미 감리회의 신학회에 학생과 1903년 무스, 하운센 등을 교수로 보내, 미 감리회에 위탁 교육을 시키는 형태를 취하였다. 그리하여 신학회는 초기부터 남, 북 감리교 연합 형태로 운영되기 시작했다.

1910년대 감리교신학대학교 전경

이렇게 미국에서는 남북전쟁이 끝난 뒤로도 통합되지 못하고 서로 독자적인 조직과 선교 통로를 지니고 있던 두 감리교회가 한국에서는 연합하게 되었다. 특히 1903년 원산 부흥 운동 이후 초교파적인 신앙 부흥 운동이 일어남에 따라 두 감리교회의 일치와 연합 분위기가 고조되었다.
이러한 흐름은 신학 교육에서도 나타나, 1905년부터 남, 북 감리교 연합 신학교 설립 논의가 두 감리교회 안에서 제기되고 마침내 1907년 6월, 연합으로 신학교를 설립하고 이름을 감리교 협성 신학교라고 하였다. 이때부터 남, 북 연합 신학 운동이 실시되고, 그 결실이 1930년 ‘기독교 조선 감리회’ 결성으로 나타났다.
1907년 감리교 협성 신학교가 설립된 후, 1910년 4월에는 미국 남북 감리교회 한국 선교부에서 현 감리교신학대학교가 위치한 서울시 서대문구 냉천동 31번지에 부지를 구입, 건물을 짓고 학교를 이전시켰다.

#### 감리교 협성 여자 신학교(여성교육)

감리교 협성 여자 신학교의 모습

1907년 개교한 감리교 협성 신학교는 남성 교육 기관이었다. 여성에 대한 신학교육도 비슷한 시기에 시작되었다. 미 감리회의 선교사 스크랜턴 대부인의 보고에 의하면 여성의 신학교육은 1890년 무렵부터 개인 교습 형태로 진행되었다. 한국인 전도 부인들을 모아 성서와 기도법 등을 가르치기 시작하였고, 1900년에는 정식 <여자 성경 학원>으로, 다시 1911년 <부인 성경 학원>으로 발전하였다. 여기서 전도부인이란 남녀가 구분되었던 한국의 당시 상황 속에서 여성전도에서 어려움을 겪던 남성 선교사들을 대신하여 기초적인 신학교육을 받고 전도하던 부인들을 일컫는다. 이들은 대우가 좋지 못했지만, 사회에 진출한 여성이라는 긍정적인 정체성때문에 열심히 전도하여 감리교회를 양적으로 발전시켰다.
남 감리회에서도 비슷한 시기에 여자 성서 학교를 운영하였다. 1921년에 이르러서는 북감리교회와 남감리회의 성서학원이 통합됨으로써 한국 최초의 여자 신학교인 ‘감리교 협성 여자 신학교’가 설립되었다. 학교 부지는 서울시 서대문구 충정로 3가 8번지에 마련하였다.

#### 3.1 운동과 감리교신학교
1919년에 일어난 3.1 운동 때 감리교신학교 재학생 중 7명이 "민족 대표 33인"으로 참여하였다. 곧 박희도(朴熙道), 오화영(吳華英), 최성모(崔聖模), 이필주(李弼柱), 신석구(申錫九), 신홍식(申洪植), 정춘수(鄭春洙)였다.

### 감리교 신학교 시대(1931년~1945년)

캠블 기념관. 캠블 부인의 후원으로 건립되어 강의실, 대학 본부, 도서관 등으로 사용되었으나 후일 화재로 전소되었다.

1920년대부터 남북 감리교가 협동으로 운영하는 남녀 신학교를 하나로 통합하자는 논의가 나왔다. 그리하여 2년간 실험 교육을 거친 후 마침내 1925년 4월 두 학교를 '감리교 신학교'라는 이름으로 통합하였다. 이는 고등 교육 기관으로서는 한국 최초의 남녀 통합 교육 기관이라는 기록을 남겼다. 이로써 '감리교 신학교'는 여성에 대한 불평등 구조가 팽배하던 시대에 여성과 남성이 함께 복음을 배우는 신학 교육의 장이 되었다. 1925년 감리교 협성 신학교와 감리교 협성 여자 신학교가 통합된 후, 1931년 12월 14일부터는 전문학교령에 준하여 4년제 남녀공학을 실시하였다. 교장은 빌링스(B. W. Billings)가, 부교장은 구 협성여자 신학교 교장으로 일했던 체틴(A. B. Chattin)이 맡았다. 이후 1935년 4월 5일에는 대학령에 따라 5년제(예과 2년, 본과 3년)로 학제를 개편하였다.

#### 아빙돈 주석 번역

감신대 교수이자 기독교 대한 감리회 초대 감독이었던 양주삼 목사

1920년대 후반에서 30년대 전반에 한국 기독교에 신학적인 갈등이 찾아오게 된다. 이는 감리교가 중심이 되어 만들어진 ‘아빙돈 성경 주석'으로 말미암은 것이었다. ‘아빙돈 주석’은 미국과 유럽의 유수한 성서 신학자들이 공동 집필한 것이었다. 아빙돈 각주서는 그 당시에 세계적으로 통용되었던 성서비평학을 통해 성서를 주석하였다. 아빙돈 주석서는 성서비평학의 활용으로 일반 독자들에게 성서 주석의 현대성을 밝혀주어 미국 기독교계에서 크게 환영을 받고 있었던 책이었다. 이러한 ‘아빙돈 주석서’를 감리교회 주축으로 번역하였다는 것은, 당시 감리교회가 진보적인 신학 노선을 취하고 있었음을 보여준다. ‘아빙돈 성경 주석’은 감리교의 류형기가 번역과 편집 책임을 가지고 출판한 것으로, 번역자로는 감리교에서는 양주삼, 정경옥, 김창준, 전영택, 변홍규, 장로교에서는 송창근, 채필근, 한경직, 김관식, 김재준, 조회령, 윤인구 등 53명이 참여했다.

#### 삐라 사건과 폐교
감리교 신학교는 이렇게 번역으로나마 한국인의 손으로 각주서를 발행할 만큼 신학적으로 성숙해갔지만, 아울러 우리 민족이 겪었던 수난의 역사에도 동참하게 되었다. 1940년 5월 어느 날 감리교 신학교 교정에 “일본인 학교에 조선 사람 보내지 말라.”, “일본인 상품을 보이콧하라.”, “창씨개명하지 말라.”, “조선 사람은 조선 사람” 등의 내용이 적힌 삐라가 발견되었다. 이는 일제가 기독교를 탄압하기 위해 꾸민 자작극이었다. 그로 인해 몇몇 학생들이 조사를 받고 변홍규 교장과 정일형 교수가 구속되었다. 결국 그 해 10월 당시 감독이었던 친일파 정춘수가 무기한 휴교(사실상 폐교령)를 선언하여 학교가 폐교되었다.

### 광복 후 감리교 신학교 시대(1945년~1959년)
1945년에 광복을 맞자 바로 전에 형성(1945년 7월 19일)되었던 기독교 조선교단의 지속 여부에 대해 논의가 일어 같은 해 9월 8일에 새문안교회에서 교역자들이 “남북 대회”라는 이름으로 모였다. 의견은 비록 일제에 의해 강압적으로 하나가 되긴 했지만 교파 통합이 바람직한 만큼 통합 교단을 그대로 이어가야 한다는 주장과 일제에 의해 강압적으로 된 것이니 각 교단으로 환원해야 한다는 주장으로 나뉘었다. 엇갈린 의견 속에서 회합에 참여했던 감리교 교역자들 중 이규갑, 변홍규, 김광우 목사 등이 조선교단의 불법성을 규탄하고 퇴장하는 사태가 벌어졌다. "남북 대회"는 회의 끝에 단일 교단을 결성하기로 하고, 38도선으로 북측 교회가 참여하지 못함에 따라 이름을“조선 기독교회 남부대회로 고쳤다. 남부대회는 같은 해 11월 27일부터 30일까지 개최되었다. 그러나 이 남부대회는 여러 교회들로부터 인정받지 못하여 별다른 활동을 하지 못하다가 1946년 해체되고, 각 교파가 환원되었다.
한편 새문안교회에서 퇴장했던 감리교의 목사들은 재건위원회를 조직, 위원장에 이규갑 목사를 선출하였다. 이들은 다시 1945년 12월 17일에 조선 감리회 유지 위원회를 조직하고 역시 이규갑 목사를 위원장으로 삼았다. 위원회는 전국에 연락을 취해 1946년 1월 14일에 동대문 교회에서 연합회(중부장: 이규갑, 동부장: 변홍규, 서부장: 이윤영)를 개최하기로 했는데 중도파와 선교사들의 중립적 자세에 의한 화해를 종용으로 미루어져 오다가 4월 6일에서야 개최하게 되었다. 이 회의에서 감리교 신학교의 재건을 결의하고 교장에 변홍규 목사를 추대하였다. 그렇게 1946년 3월에 감리교 신학교가 다시 개교하였다. 이어 4월 5일에는 감리교 신학교 강당에서 기독교 조선 감리회 중부 및 동부 연회가 연합으로 개최되고 1939년의 감리교회의 정통성을 잇고 있음을 선언하였다.

1951년 부산 피난 시 임시 교사

재건파에 의해 어렵게 다시 개교한 감리교 신학교는 1948년에 45명, 1949년에 40명, 1950년에 38명의 졸업생을 배출하였다. 1950년 6월 25일 한국 전쟁이 발발하여 부산으로 피난, 1951년 민가를 구입, 판잣집을 지어 임시 가교사로 사용하였다. 부산 피난 시절에 1951년에 43명, 1952년에는 6명, 1953년에는 6명의 졸업생을 배출하는 데 그쳤다. 휴전 후, 1954년 3월 13일 부산에서 마지막 졸업식을 끝내고 4월에 서울로 다시 올라왔다. 환도 이후로는 정상적으로 매해 30여 명에서 50여 명을 배출하였다.
학교 재건 후 다시 교장에 오른 변홍규 박사는 미국 드류대학교에서 신학 박사 학위를 받고, 1933년부터 감신의 교수로 재직하면서 1939년에 빌링스에 이어 감신의 6대 교장을 맡은 바 있었다. 이어서 1941년에 김인영 목사가 교장을 하다가 해방이 되면서 다시 변홍규 목사가 맡았고, 1948년부터 1951년까지는 유형기 목사가 맡았다. 1952년부터 25년간은 홍현설 목사가 교장 직을 수행하였다.

대학 승격 후 학교 간판을 교체하는 모습. 오른쪽이 홍현설 학장이다.

### 감리교신학대학시대(1959년~1993년)
1959년 감리교신학교는 대학으로 승격되었다. 당시 교장이었던 홍현설은 같은 해 3월 18일 정동제일교회에서 열린 3부 연합 연회에서 다음과 같이 말했다.
“...제일 먼저 여러분에게 알려 드리고 싶은 기쁜 소식은 과거 수십 년 간 우리의 숙제였던 대학 승격 문제가 드디어 해결되어 문교부 장관으로부터 금년 4월 1일부터 정규 대학의 인가를 받아 학생을 모집할 것입니다.”
1959년 4월 1일 이후 학교의 공식적인 명칭은 감리교신학대학이 되고 홍현설 교장이 제 1대 학장으로 취임하였다. 1959년 10월 31일에는 미국 웰치 감독의 헌금으로, 웰치 감독의 이름을 딴 웰치 채플이 건립되었다.

청암기념관(대학원)

웰치 채플

4.19 혁명이 있기 두 달 전인 1960년 2월 21일 뜻하지 않은 화재로 도서 및 학적부가 거의 전소되었다. 같은 해 5월 10일 새 본관 공사에 착수하였고, 10월 31일 새 본관(현 대학원 건물로 쓰이는 청암기념관)이 3층 규모로 준공되었다. 1969년 선교 대학원이 교단의 위촉으로 개설되었고, 1971년 봄에는 대학원과 신학대학원이 문교부로부터 정규 대학원의 인가를 얻어 개원하였다. 이어 부설 연구소를 두었다. 부설 연구소에는 기독교 교육연구소(소장: 은준관 교수)와 한국교회 선교 문제 연구소(소장: 홍현설 교수) 등이 있었다.
1977년에 홍현설 학장이 정년 은퇴했다. 1977년 6월, 그 뒤를 이어 윤성범 교수가 학장으로 취임하였다. 윤성범 교수부터 학장을 4년 임기제로 하였다.
1980년 2월 11일 윤성범 학장에 이어 김용옥 교수가 제 3대 학장으로 취임하였다. 김용옥 학장은 학장 재임 기간인 1980년 3월 15일 교육부로부터 공동 박사 과정 설립 인가를 받았고, 같은 해 9월 30일에는 1981학년도 입학정원 증원 및 기독교교육과 설치인가를 받았다. 같은 해 11월 24일에는 신학대학원(Th. M. 과정, M.Div. 과정) 설립인가를 받았다. 그리고 새로 도서관을 신축할 것을 계획하고 실행에 옮겼다. 그러나 이듬해 김용옥 학장은 도서관 완공을 보지 못하고 간염으로 돌연 소천하였다. 김용옥 학장의 뒤를 이어 1981년 2월 14일 박봉배 박사가 제 4대 학장으로 취임하였다.
1981년 7월 15일에 도서관이 준공, 개관되었는데, 도서관 건립을 추진하다가 병사한 김용옥 학장의 이름을 따 “김용옥 학장 기념관”이라고 이름 붙여졌다. 1982년 6월 29일에는 종합관이 준공되었고, 충정로 3가 구 협성여자신학교에서 종합관 지하로 기숙사를 옮겼다. 같은 해 10월 5일에는 종교철학과 설치인가를 받았다. 그러나 무리한 종합대학화 계획과 학장 종신제 추진 등의 이유로 1982년, 1985년 두 번의 학내 사태가 일어났다. 두 번의 걸친 사태 후 박봉배 학장이 학장직을 사임하고 퇴진하였다. 1987년에는 이사회가 퇴진하기에 이른다. 1985년 박봉배 학장이 사임한 후 송길섭 박사가 제 5대 학장으로 취임하였으며, 10월 30일에 기독교교육과를 기독교교육학과로 개편하였다.
감리교 신학의 토착화 전통은 변선환 교수 등에 의해 계승되었다. 그러나 1980년대에 들어와 이러한 학문적 전통에 대한 교단의 일부 세력이 반발하고 나섬으로써 교단과 학교 간에 학문적인 갈등이 야기되었다.
1982년 6월 26일 현대사회연구소가 주최한 불교와 기독교와의 대화 모임에서 변선환 교수가 주제 강연을 했는데, 이 강연의 내용이 문제가 되어 이단 시비가 일어났다. 문제가 된 강연 내용은, “무신론자도 구원받을 수 있다”라는 것인데, 이 말의 본래 의도는, “우리만 구원받을 수 있다는 배타적 입장을 떠나 무신론자까지도 진리를 추구하는 이들에게 있어서 구원이 가능하다는 것을 인정하자.”는 것이었다. 그러나 강연 내용이 신문에 발표되자 감리교 부흥단은 변선환 교수가 사도신경과 감리회 교리적 선언을 부인했다는 일종의 규탄 성명서를 발표하고 변선환 교수의 감리교 정회원 자격 정지를 요구하였다. 결국 오경린 감독회장이 변선환 교수로 하여금 해명서와 자신의 신앙 고백서를 발표하도록 하여 사건이 마무리 되었다. 이는 진보적 신학에 대한 근본주의자들의 반발을 잘 보여주는 사건이라 할 수 있다.

##### 변선환·홍정수교수 사건(변·홍 사건1991년)
1988년 8월 10일, 변선환 교수가 제 6대 학장으로 취임하였다. 그러나 1991년 변선환 학장은 다시 이단 시비에 휘둘렸다. 1990년 변선환 학장은 ‘불타와 그리스도’라는 글을 발표하였고, 다음 해에 홍정수 교수가 ‘부활의 메시지를 다시 조명한다’라는 글을 발표한 것이 문제가 된 것이다.
이 글에는 변선환 교수의 종교 다원주의 신학이 잘 드러나 있었는데, 변선환 교수의 신학은 이웃종교를 사탄이나 우상으로 적대하거나 개종의 대상으로 여기기보다는 이웃 종교를 존중하고 그리스도교와의 공통된 내용을 찾아 대화하려는 내용을 담고 있었다. 홍정수 교수의 글에는 포스트 모던 신학이 짙게 깔려 있었다.
그러나 근본주의자이자 금란교회 담임목사인 김홍도 목사가 주동한 교리 수호 대책 위원회로 대표되는 부흥사들은 두 교수의 사상이 ‘이단 사상’, 내지는 ‘기독교 신앙과 감리교 교리에 배치되는 신학 사상’으로 ‘선교에 특히, 7천 교회 2백만 성도 확장 운동에 막대한 장애 요인’이 된다고 주장하였다. 이러한 주장이 총회 차원에서도 받아들여져 두 교수는 출교 처분을 받았다. 하지만 이 사건은 진행되는 과정에서 공정성의 문제가 제기되기도 하고, ‘교단 정치의 싸움으로 전락되었다’라는 비판을 많이 받았고, 특히 감신 학생들의 많은 저항을 받았다.

### 감리교신학대학교 시대(1993년~현재)
1992년 7월에 변선환 학장이 종교재판의 후유증 속에서 정년 은퇴와 동시에 임기 만료로 퇴임하게 되고 이어 구덕관 교수가 학장직을 승계하였다(1992년 8월 10일). 1993년 3월 1일에는 교명이 감리교신학대학교로 개칭되고, 학장은 총장이 되었다. 구덕관 총장은 취임사(1992년 9월 10일자 학보)에서 학교의 후진성에 대한 깊은 인식과 발전 계획에 대해 밝혔는데, 오해가 다분한 발언들로 학생들의 큰 불만을 샀다. 변선환 학장 시절인 1990년 3월 12일에 이사회에서 충북 음성군 감곡면 원당리에 제 2 캠퍼스를 개발하기로 가결하였었는데, 이 계획이 이때 알려져 학생들의 분노를 자아내었다. 결국 학생들의 불만은 구덕관 총장 퇴진 운동으로 이어져 구덕관 총장은 결국 1994년 10월 퇴진하였다.
구덕관 총장이 퇴진한 후, 이종수 감독이 총장으로 취임하였다. 1997년, 1998년의 전국대학종합평가와 건물 확보를 위해 백주년 기념관을 건설하기 시작하였다. 종전에 각종 집회가 열리고 학생들의 담소 공간이었던 아레오바고를 헐고 그 자리에 지상 7층, 지하 3층의 규모로 계획되어 1999년 완공하였다. 완공 이후 교수 연구실과 김용옥 학장 기념관에 있던 도서관 등이 백주년 기념관으로 이동하였다.
이종수 감독이 약 2년의 짧은 임기를 마치고 물러나고 1997년 염필형 교수가 총장으로 취임하였다.
2000년에 김득중 교수가 총장으로 취임하였다. 2003년에 웰치 채플을 헐고 그 자리에 웨슬리 채플을 지었다. 웨슬리 채플은 지하 1층, 지상 2층의 규모로 1,500여 명의 인원을 수용할 수 있는 큰 규모와 현대적인 모습으로 지어졌다. 웨슬리 채플 건립 시, 웰치 채플의 역사성과 예술적 가치를 들어 학생회와 학교 사이에 큰 갈등이 있었다. 학생회는 웰치 채플을 보존하고 운동장 자리에 지을 것을 제안했으나 받아들여지지 않았었다. 웨슬리 채플이 완공된 후 같은 해부터 장천 김선도 감독의 헌금으로 새 기숙사 건축을 시작하였다. 2004년, 학과제를 폐지하고 학부제를 실시하였다. 신입생은 과 배정 없이 신학부로 편성되어 2학년 때부터 신학, 기독교교육학, 종교철학 세 전공으로 나뉘는 체제로, 2004학번부터 적용이 되었다. 이 과정에서 학생들의 의견 수렴 없는 학교 측의 일방적인 실시로 또 다시 학생회와 학교가 큰 갈등을 빚었다. 그리고 학부제 실시로 인해 선후배 간의 친목 도모가 어려워지고 학우들 간 개인주의가 심화되었다는 지적이 나온다.
2004년에 김외식 교수가 총장으로 취임하였다. 비아돌로로사가 건립되고, 2005년에 주차장이 완공되었다. 또한 새 기숙사가 완공되어 '장천생활관'이라 이름 붙여졌다. 김외식 총장은 감신의 국제화를 내세워 여러 외국 학교들과 자매 결연을 맺고 외국 학생들의 교육 프로그램(International Church Leader Program, 약칭 I.C.L.P. 후에 International Graduate School of Theology, 약칭 I.G.S.T.로 개칭)을 신설하였다.
2008년에는 김홍기 교수가 총장으로 취임하였다. 김홍기 총장은 취임사에서 300억을 모금하여 감신의 발전을 도모하겠다고 밝혔다. 
2012년에는 박종천 교수(조직신학)가 감신대 13대 총장으로 취임하였다.
2016년, 13대 총장이었던 박종천 교수의 임기가 만료되었으나 이사회의 거듭된 파행으로 후임 총장이 선출되지 못하였다. 총장이 선출되지 못하자 교무처장인 이환진 교수가 총장 직무대행을 맡게 되었다.
2017년 10월 10일 개최된 2017년 제 10차 이사회에서 영등포중앙교회 김진두 목사가 제 14대 총장으로 선출되었다.
2020년 2월 1일 15대 총장으로 이후정 교수가 선출되었다.

## 학교 시설

### 탁사 기념관
현재 감신에서 제일 오래된 건물로, 1910년 당시 기숙사로 지어졌다. 붉은 벽돌의 3층 건물로, 현재 교수들 중 절반 가량이 연구실로 사용하고 있다. 본래 명칭은 "교수회관"이었으나 2008년 본교 졸업생이자 한국 최초의 신학자인 탁사 최병헌 목사를 기념하는 뜻에서 "탁사 기념관"으로 명칭이 바뀌었다. 탁사 기념관으로 명칭이 바뀌기 전까지는 관회수교로도 불렸다. 이는 교수회관의 현판이 한글 우횡서로 쓰여 있던 데서 비롯된 별칭이었다.

### 역사 박물관
이 건물은 탁사 기념관과 더불어 감신에서 오래된 건물로 손꼽힌다. 붉은 벽돌의 2층 건물로 1910년 당시에는 선교사의 주택으로 활용되었다. 이후 상당 기간 동안 학보사와 방송국 건물로 사용되었다. 2007년에는 내부 리모델링을 거쳐 감신대 역사 박물관이 되어 현재에 이르고 있다.

### 청암 기념관(대학원)
청암 기념관은 초대 학장인 홍현설 목사의 호를 따 지어진 건물이다. 이 자리에는 본래 1910년 당시 캠블 부인의 지원으로 지어진 캠블 기념관이 있었다. 캠블 기념관이 1959년 화재로 전소되자 1960년 청암 기념관을 지었다. 처음 건립될 당시 본관으로서, 학부 및 대학원의 교육이 이루어졌다. 종합관이 지어진 후로는 대학원 수업만 이곳에서 진행되고 있다. 미적으로 아름다워 학교 홍보 사진에 많이 활용되는 건물이기도 하다. 총 3층으로 이루어져 있으며, 다락에는 스테인드글라스로 이루어진 기도실이 자리하고 있다.

### 김용옥 학장 기념관(학생회관)
이 건물은 청암 기념관 옆에 위치하고 있다. 1980년 학장으로 취임한 김용옥 학장에 의해 수립된 감신 발전 계획에 따라 지어졌다. 이름은 이 건물 건립 과정에서 갑자기 병사한 김용옥 학장의 이름을 따 지어졌다. 본래 도서관 및 교수 연구실 등으로 활용되었으나 1999년 백주년 기념관의 건립으로 현재 학생회실과 카페 동아리실이 위치하고 있다.

### 종합관신석구기념관
1982년 건립되었다. 충정로에 있던 기숙사(구 감리교협성여자신학교 건물) 및 대지를 매매하여 지었다. 당시 학장 박봉배의 의지에 따라 감신 자립을 위해 지어졌다. 지상 3층, 지하 2층으로 구성되어 3층은 강의실과 열람실이 밀집해 있고, 지하 2층은 기숙사가 위치해 있었다. 장천생활관 건립 후에는 기숙사 대신 교수 연구실, 동아리방, 기관실 등이 위치해 있다. 2008년에는 엘리베이터가 설치되었으며, 옥상에 정원이 조성되었다. 종합관에서는 주로 학부와 평생교육원 강의가 이루어진다.

### 백주년 기념관
1997년 대학 종합 평가에 대비하기 위해 감리교 교단으로부터 지원금을 받아 1999년 완공하였다. 지하 3층, 지상 7층의 건물로 지하 1~3층은 강의실 및 부속 시설로, 1, 2층은 대학 본부로, 3~5층은 도서관으로, 6~7층은 교수 연구실로 사용되고 있다.

### 웨슬리 채플
2003년 웰치 채플을 헐고 새로 건립한 채플이다. 1,500명 가량의 인원을 수용할 수 있으며, 현대식 시설과 6억 가량의 파이프 오르간이 설치되어 있다. 감리교 산하 신학교 중 제일 규모가 큰 채플로 손꼽힌다. 건립 과정 중 웰치 채플의 역사성과 미적 가치 등으로 인해 학교 측과 학생 측 간의 갈등이 있었다. 지상 1, 2층, 지층으로 구성되어, 1, 2층은 채플로, 지층은 강의실 및 세미나실로 활용되고 있다. 채플실은 휴일에 한해 예식용으로 사용되기도 한다.

### 장천생활관(기숙사)
2005년 완공된 기숙사 건물이다. 광림교회 장천 김선도 목사의 헌금으로 건립되었으며, 김선도 목사의 호를 따 이름을 장천생활관이라 하였다. 300명의 학생을 수용하고 있으며, 식당 및 체육 시설, 기도실 등 현대식 시설로 되어 있다. 현재 감신대 건물 중에서 가장 최신식 건물이다.

### 운동장 및 주차장
2005년 운동장을 헐고 지하 3층 규모의 주차장을 만들고 그 위에 다시 모래를 깔고 운동장으로 만들었다.

### 사라진 시설
사라진 시설로는 웰치 채플, 동아리실 건물, 아레오바고, 대학 본부, 대학원 기숙사 등이 있다.

## 학생 활동
감리교신학대학교는 학부에 총학생회, 총여학생회, 신학과 학생회, 기독교교육학과 학생회, 종교철학과 학생회, 동아리 연합회가 활동하고 있다. 기독교교육학과가 설치되기 이전까지 신학과 학생회가 곧 총학생회가 다름 없었으며, 1980년 기독교교육학과 설치 이후 총학생회가 설치되어 오늘에 이르고 있다. 과거 학생회는 4.19 민주혁명과 유신, 제5 공화국 시절 민주화 운동에 적극적으로 참여했다. 또한 학내 사태와 교단 문제에 적극적으로 참여하였다. 최근에는 이러한 활동은 뜸해지고, 교내 행사 중심으로 학생회가 활동하고 있다. 총학생회는 4월의 해오름제와 10월 대동제를 주관한다. 각 학과 학생회는 각자의 고유 행사를 가지고 활동한다. 5월에는 동아리 연합회 주관으로 누리제가 열리고 있다.
동아리는 공식적으로 학교에 등록된 수가 20여개이다. 사회, 선교, 문화 세 분과로 나뉘어 있으며, 신학교의 특성에 따른 동아리들이 대부분이다. 이외에도 비공식적으로 활동하는 동아리들도 상당수 존재한다.
동아리는 아니지만 학교에 소속된 기관으로 합창단, 학보사, 방송국이 있다. 합창단은 감신의 역사와 궤를 거의 같이 할 정도로 유구한 역사를 가졌으며, 매년 가을에 정기연주회를 가지며, 방학 때는 전국을 순회하며 공연한다. 학보사는 매학기 수차례 학보를 간행하고 있다. 방송국은 학기 중 정기 방송을 진행하며 매년 방송제를 개최한다.

## 개설 학과

### 대학
4개의 학과가 있다.

### 대학원
3개의 대학원이 있다.

## 같이 보기
- 협성신학교 축구단